# (5970) Ohdohrikouen
(5970) Ohdohrikouen es un asteroide perteneciente al cinturón de asteroides, región del sistema solar que se encuentra entre las órbitas de Marte y Júpiter, descubierto el 13 de mayo de 1991 por Kazuro Watanabe desde la JCPM Sapporo Station, Sapporo, Japón.

## Designación y nombre
Designado provisionalmente como 1991 JS1. Fue nombrado Ohdohrikouen en homenaje al Parque Odori, que teniendo forma de ciudad, de 105 m de ancho y 1,6 km de largo, atraviesa de este a oeste el centro de Sapporo. Las estatuas y fuentes están situadas entre las pasarelas y las zonas verdes. Ciudadanos y turistas se reúnen aquí durante todo el año, y es el lugar del mundialmente famoso Festival de la nieve de Sapporo en invierno.

## Características orbitales
Ohdohrikouen está situado a una distancia media del Sol de 2,203 ua, pudiendo alejarse hasta 2,563 ua y acercarse hasta 1,843 ua. Su excentricidad es 0,163 y la inclinación orbital 4,328 grados. Emplea 1194,55 días en completar una órbita alrededor del Sol.

## Características físicas
La magnitud absoluta de Ohdohrikouen es 13,8. Tiene 3,894 km de diámetro y su albedo se estima en 0,423. 